# Ângelo Guido
Angelo Guido Gnocchi, más conocido como Ângelo Guido (Cremona, 10 de octubre de 1893 - Pelotas, 9 de octubre de 1969) fue un pintor, escultor, grabador, profesor, musicólogo, periodista, historiador y crítico de arte ítalobrasileño. 
Luego de un exitoso inicio de carrera en Santos y São Paulo, se radicó en Porto Alegre en 1928 donde dejó su legado más importante. Su producción visual, muy apreciada, estableció un enlace entre el academicismo y el modernismo. Fue un influyente profesor y sus escritos de crítica, historia y teoría del arte tuvieron un profundo impacto en el ambiente artístico y cultural de Río Grande del Sur.